# きみの継ぐ香りは
『きみの継ぐ香りは』（きみのつぐかおりは）は、小川まるにによる日本の漫画作品。『コミックシーモア』内のレーベル「恋するソワレ+」（シーモアコミックス）にて2023年3月11日から2024年1月27日まで連載された。2024年10月12日には番外編が配信された
2024年にTOKYO MXでテレビドラマ化された。

## 書誌情報
電子書籍のみの発売。
- 小川まるに 『きみの継ぐ香りは』 ソルマーレ編集部〈恋するソワレ+〉、全2巻
  1. 2024年4月27日発売[4]
  2. 2024年4月27日発売[5]

## テレビドラマ
2024年11月8日から12月27日まで、TOKYO MXで放送された。主演は星野真里と加藤ローサ。

### キャスト
広瀬桜（ひろせ さくら）〈40〉
演 - 星野真里（大学時代：朝日奈まお）

星井萌音（ほしい もね）〈41〉
演 - 加藤ローサ（大学時代：滝澤エリカ）
桜が大学時代、密かに想いを寄せていた相手。
広瀬透輝（ひろせ とおき）〈17〉
演 - 今井柊斗
桜の息子。
星井叶（ほしい かなえ）〈17〉
演 - 滝澤エリカ（二役）
萌音の娘。透輝の彼女。
星井博彦（ほしい ひろひこ）〈43〉
演 - 池田良
萌音の夫。
恩田良助（おんだ りょうすけ）〈42〉
演 - 武田航平
桜の大学時代からの友人。
広瀬百合（ひろせ ゆり）〈64〉
演 - 原日出子
桜の母親。

### スタッフ
- 原作 - 小川まるに『きみの継ぐ香りは』（シーモアコミックス）
- 監督 - 石橋夕帆
- 脚本 - 下亜友美
- 音楽 - 近谷直之
- オープニング主題歌 - フウセンカヅラ「エフェメラル」（T-RECKLESS creative forest）
- エンディング主題歌 - Nora (from 今夜、あの街から)「ツバサ (feat. 珀)」（B ZONE）
- プロデューサー - 金子広孝、三木和史
- 制作統括 - 伊達寛
- 制作プロダクション - ビデオプランニング
- 製作・著作 - TOKYO MX

### 放送日程
| 話数     | 放送日   |
| -------- | -------- |
| Episode1 | 11月08日 |
| Episode2 | 11月15日 |
| Episode3 | 11月22日 |
| Episode4 | 11月29日 |
| Episode5 | 12月06日 |
| Episode6 | 12月13日 |
| Episode7 | 12月20日 |
| Episode8 | 12月27日 |

### 放送局
| 放送期間                 | 放送時間           | 放送局   | 対象地域 | 備考   |
| ------------------------ | ------------------ | -------- | -------- | ------ |
| 2024年11月8日 - 12月27日 | 金曜 21:25 - 21:54 | TOKYO MX | 東京都   | 製作局 |

| TOKYO MX ドラマニア!                         | TOKYO MX ドラマニア!                          | TOKYO MX ドラマニア!                          |
| 前番組                                       | 番組名                                        | 次番組                                        |
| -------------------------------------------- | --------------------------------------------- | --------------------------------------------- |
| Sugar Sugar Honey （2024年2月5日 - 3月25日） | きみの継ぐ香りは （2024年11月8日 - 12月27日） | ふたりソロキャンプ （2025年1月9日 - 2月27日） |